# Cerasphorus hirticornis
Cerasphorus hirticornis là một loài bọ cánh cứng trong họ Cerambycidae.